# 5665 Беґеманн
5665 Беґеманн (5665 Begemann) — астероїд головного поясу, відкритий 30 січня 1982 року.
Тіссеранів параметр щодо Юпітера — 3,622.